# Torstein Træen
Torstein Træen (Hønefoss, 16 luglio 1995) è un ciclista su strada norvegese che corre per il team Bahrain Victorious.

## Palmarès

### Strada
- 2018 (Uno-X Norwegian Development Team, una vittoria)

Classifica generale Tour te Fjells
- 2019 (Uno-X Norwegian Development Team, tre vittorie)

1ª tappa Tour te Fjells (cronometro)
4ª tappa Tour te Fjells
Classifica generale Tour te Fjells
- 2020 (Uno-X Pro Cycling Team, tre vittorie)

3ª tappa Tour te Fjells
Classifica generale Tour te Fjells
3ª tappa Małopolski Wyścig Górski (Chochołowskie Termy > Przehyba)
- 2024 (Bahrain Victorious, una vittoria)

3ª tappa Giro di Svizzera (Rüschlikon > Passo del Gottardo)

#### Altri successi
- 2019 (Uno-X Norwegian Development Team)

Classifica scalatori Oberösterreichrundfahrt
- 2020 (Uno-X Pro Cycling Team)

Classifica scalatori International Tour of Rhodes
- 2022 (Uno-X Pro Cycling Team)

Classifica scalatori Tour of the Alps

## Piazzamenti

### Grandi Giri
- Giro d'Italia

2024: ritirato (4ª tappa)
- Tour de France

2023: 95º
- Vuelta a España

2024: 60º

### Classiche monumento
- Liegi-Bastogne-Liegi

2023: ritirato

### Competizioni mondiali
- Campionati del mondo

Bergen 2017 - Cronosquadre: 15º
Imola 2020 - In linea Elite: 84º